# Йонко Попов
Йонко Попов е български композитор и звукорежисьор.

## Биография
Йонко Попов е роден на 25 февруари 1951 г.
През 1975 г. започва работа в Българското радио като звукорежисьор на забавна музика и джаз. Като композитор се изявява от началото на 70-те години. Сътрудничи на вокалните групи „Домино“ и „Тоника СВ“.

## Филмография (композитор)
- Делото (1989)